# ألفا جت
ألفا جت (بالإنجليزية: Alpha jet)‏ طائرة هجوم خفيفة وتدريب متقدمة نفاثة تصنع من قبل شركة دورنير الألمانية وداسولت افياسيون الفرنسية.

## المشغلون
- فرنسا
- ألمانيا
- المملكة المتحدة
- كندا
- بلجيكا
- مصر
- المغرب
- قطر

## الخصائص العامة
- الطاقم: 2
- الطول: 13.23 متر
- طول الجناح: 9.11 متر
- الارتفاع: 4.19 متر
- مساحة الأجنحة: 17.50 متر مربع
- الوزن فارغة: 3515 كلغ
- الوزن محملة: 5,000 كجم
- الوزن الأقصى عند الاقلاع : 7,500 كلغ
- المحرك: محركان من نوع سنيكما Turbomeca Larzac 04-C5 بقوة 13.24 كيلو نيوتن لكل واحد منهما.

## الأداء
- السرعة القصوى: 1,000 كم / ساعة (540 كيلو نيوتن، 621 ميلا في الساعة) عند مستوى سطح البحر
- سرعة السقوط: 167 كم / ساعة (مع انزال القلابات وعجلات الهبوط)
- نصف قطرها القتالي: 610 كم (329 NMI، 379 ميل) لو-LO-LO الشخصي، جراب مسدس وأسلحة مضادة للدروع anti- underwing قطرة 2
- المدى: 2940 كم
- أقصى ارتفاع: 14630 متر
- معدل الصعود: 57 م / ث

## التسليح
- المدافع: 1 × 27 ملم (1.06 في) ماوزر BK-27 مدفع في المسدس مدفع centreline RDS W/120 حزمة أو 1X 30 ملم DEFA في RDS محور w/150 جراب
- القذائف: 2 × القرون صاروخ ماترا مع 18 × 68 ملم قذائف SNEB لكل منهما؛ 2 × CRV7 القرون صاروخ مع 19 × 70 ملم كل الصواريخ
- الصواريخ: 2 × إيه آي إم-9 سايدويندر ؛ 2 × أر550 ماجيك ؛ 2 × إيه.جي.إم-65 مافريك
- القنابل: 2,500 كلغ من الحمولة على خمسة نقاط تعليق.

## المتغيرات
سلاح الجو البرتغالي ألفا جيت ألف المخصصة للطيران عرض فريق شركة أساس دي البرتغال
القوات الجوية الفرنسية ألفا جت E
- ألفا جت ج: إصدار هجوم استخدمت أصلا من قبل ألمانيا.
- ألفا جت E: إصدار المدرب المستخدمة في الأصل من فرنسا وبلجيكا.
- ألفا جيت 2: تنمية ألفا جت E الأمثل لهجوم بري. كان اسمه في الأصل هذه النسخة ألفا جت نجاى (نوفيل الجيل Appui / أو مدرسة "الجيل الجديد هجوم / تدريب")،
- ألفا جت MS1: إغلاق الدعم قادرة على إصدار يتم تجميعها في مصر.
- ألفا جت MS2: نسخة محسنة مع إلكترونيات الطيران الجديدة، محركا uprated وصواريخ ماجيك من الجو إلى الجو، وقمرة القيادة Lancier الزجاج.
- ألفا جت ATS (متقدم نظام التدريب): نسخة مزودة متعددة الوظائف الضوابط وزجاج قمرة القيادة لتدريب الطيارين في استخدام نظم الملاحة والهجوم من الطائرات المقاتلة جيل آخر والمستقبل. كان يسمى أيضا هذا الإصدار ألفا جت 3 أو Lancier